# 柱蜥魚屬
柱蜥魚屬為輻鰭魚綱仙女魚目帆蜥鱼亚目魣蜥鱼科的一属。

## 下属物种
- 長胸柱蜥魚(Sudis atrox)
- 透明柱蜥魚(Sudis hyalina)

## 擴展閱讀
維基物種上的相關：柱蜥魚屬